# Эрар II де Бриенн
Эрар II де Бриенн (фр. Érard II de Brienne; ум. 8 февраля 1190/1191, Акра) — граф де Бриенн, участник Третьего крестового похода.
Сын Готье II, графа де Бриенна, и Эмбелины де Бодемон.
Вместе с братом Андре отправился в Третий крестовый поход в составе передового отряда графа Роберта II де Дрё. Андре погиб в бою с войсками Саладина 4 октября 1189; Эрар в этом сражении спасся бегством, но умер во время осады Акры.

## Семья
Жена (до 1166): Агнеса де Монфокон (ум. после 1186), дочь Амедея II де Монфокона, графа де Монбельяр, и Беатрисы де Грансон-Жуанвиль
Дети:
- Готье III де Бриенн (ум. 1205), граф де Бриенн. Жена (1200): Эльвира Сицилийская (ум. после 1216), дочь короля Сицилии Танкреда де Лечче и Сибиллы N
- Гильом де Бриенн (ум. 1194/1199), сеньор де Паси. Жена: Эсташи де Куртене (ум. 1235), дочь Пьера де Куртене и Елизаветы де Куртене
- Андре де Бриенн (ум. 1181 или позже)
- Жан де Бриенн (1170/75 — 1237), король Иерусалимский, император Латинской империи
- Ида де Бриенн. Муж: Арнуль де Ренель (ум. до 1228), сеньор де Пьерфит идее Сире